# Lima Locomotive Works

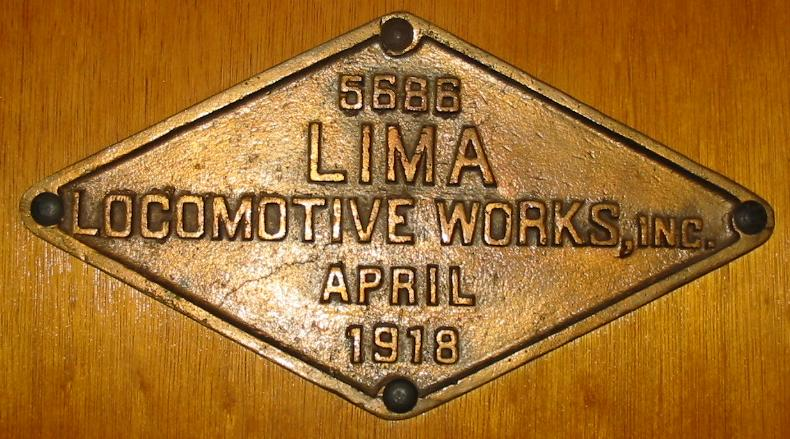
Fabrikschild Lima 1918

Die Lima Machine Works in Lima (Ohio), USA, waren ein Hersteller von Dampflokomotiven.

## Geschichte
Lima wurde 1869 als Fabrik für landwirtschaftliche Maschinen und Sägewerke von 5 Partnern gegründet. 1878 wurde Lima beauftragt, eine Lokomotive nach einem von dem Sägewerksbesitzer Ephraim Shay entworfenen Konzept einer Getriebelokomotive, dem später so genannten Shay-Typ, nachzubauen. Die Auslieferung dieser ersten Lokomotive von Lima erfolgte 1880. 1881 überließ Shay alle Rechte an seinem Entwurfskonzept den Lima Machine Works, aus der in der Folge eine wichtige aber eher kleinere Lokomotivfabrik der USA entstand.

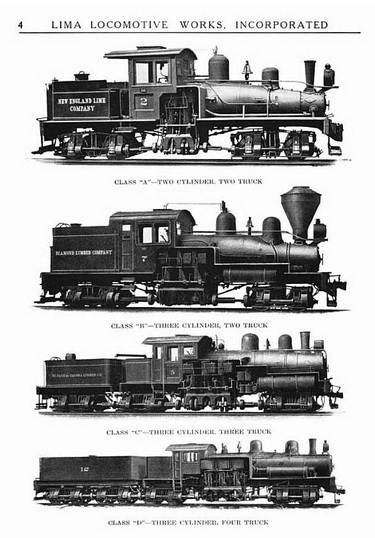
Shay-Lokomotiven von LIMA

Die ersten Shay-Maschinen hatten noch einen aufrecht stehenden Dampfkessel, woraus Weiterentwicklungen mit liegendem Kessel entstanden. 1884 erhielt eine Shay-Lokomotive erstmals ein drittes Triebgestell, weiterhin wurden Dreizylinderdampfmaschinen eingebaut, die für einen gleichmäßigeren Lauf der seitlichen Antriebswelle sorgten. In 1880 und 1881 wurden vier „Shays“ pro Jahr produziert, doch bereits ein Jahr später stieg die Produktion auf 26 Lokomotiven. Damit wurde in nur 3 Jahren die Dampf-Lokomotive zum Hauptprodukt dieses Unternehmens.
1891 wurde die Firma in die Lima Locomotive & Machine Company (LLMW)   umgewandelt. Im Jahr 1887 produzierte LLMW ihre mit 75 Tonnen bislang schwerste Lokomotive. Dieses Fahrzeug hatte 3 Zylinder und war der Vorgänger der 91-Tonnen-Shay-Lokomotive welche 1890 einem Zugversuch unterworfen wurde. Dieser spektakuläre Zugversuch umfasste das Ziehen von 14 beladenen Waggons sowie einer entgegensetzt ziehenden 0-6-0 Zuglokomotive.
Um 1900 wurde eine Shay-Lokomotive mit vier Triebgestellen ausgeliefert, von denen zwei unter dem Tender platziert waren.
1916 wurde LLMW von Joel Coffin aufgekauft und in Lima Locomotive Works umbenannt.
Während des Zweiten Weltkriegs wurde bei Lima der M4 Sherman produziert.
Neben Baldwin und ALCO wurde LIMA zum drittgrößten Lokomotivproduzenten der Welt. Mit dem Aufkommen der Diesellokomotiven zu Beginn der 1940er Jahre konnte Lima jedoch ebenso wenig wie Baldwin und ALCO seine Marktmacht zum Einstieg in diese Technik nutzen. 1945 wurde von Lima die letzte Shay-Lokomotive für die Western Maryland Railway ausgeliefert, sie hatte drei Triebdrehgestelle bei einem Gewicht von 147 Tonnen und einer Länge von 20 Metern.
1928 wurde die Ohio Power Shovel Company übernommen.
Lima vereinigte sich 1947 mit der General Machinery Corporation  aus Hamilton (Ohio), zur Lima-Hamilton Corporation und 1951 mit den Baldwin Locomotive Works zur Baldwin-Lima-Hamilton Corporation (BLH). Zur weiteren Geschichte von BLH siehe Baldwin Locomotive Works.